# Bosé: MTV Unplugged
Bosé: MTV Unplugged es el vigésimo primer álbum del cantante español Miguel Bosé. Se grabó el jueves 12 de mayo de 2016 en los Estudios Churubusco, se transmitió el 6 de octubre del mismo año por la cadena televisiva MTV Latinoamérica y se publicó el 7 de octubre de 2016. Bosé es el tercer artista de origen español en grabar un concierto Unplugged.
El disco cuenta con la participación de artistas como Marco Antonio Solís, Juanes, Fonseca, Natalia Lafourcade, Ximena Sariñana, Sasha Sokol, Benny Ibarra y Pablo Alborán; la participación musical de Álex González y Sergio Vallín baterista y guitarrista respectivamente de la banda Maná, y de Astro Beatz, un trío de sonidos beatbox.

## Lista de canciones
| Bosé: MTV Unplugged |                                                                             |          |  |
| N.º                 | Título                                                                      | Duración |  |
| 1.                  | «Nena»                                                                      | 4:57     |  |
| 2.                  | «Como un lobo» (con Sasha Sokol)                                            | 3:42     |  |
| 3.                  | «No hay un corazón que valga la pena» (con Pablo Alborán)                   | 3:53     |  |
| 4.                  | «Olvídame tú» (con Marco Antonio Solís)                                     | 4:39     |  |
| 5.                  | «Dime que diré»                                                             | 3:26     |  |
| 6.                  | «Si tú no vuelves»                                                          | 5:25     |  |
| 7.                  | «Bambú» (con Fonseca)                                                       | 5:08     |  |
| 8.                  | «Amiga» (con Juanes)                                                        | 4:42     |  |
| 9.                  | «Estaré»                                                                    | 4:33     |  |
| 10.                 | «Amante bandido»                                                            | 4:17     |  |
| 11.                 | «Solo sí» (con Benny Ibarra)                                                | 4:11     |  |
| 12.                 | «Nada particular» (con Álex González y Sergio Vallín de Maná)               | 5:36     |  |
| 13.                 | «Gulliver» (con Natalia Lafourcade y Álex González / Sergio Vallín de Maná) | 4:18     |  |
| 14.                 | «Morenamía» (con Astro Beatz)                                               | 3:11     |  |
| 15.                 | «La chula» (con Ximena Sariñana)                                            | 3:52     |  |
| 16.                 | «Te amaré»                                                                  | 5:33     |  |
| 61:17               |                                                                             |          |  |